# 胡仲军
胡仲军（1962年7月—），男，汉族，湖北鄂州人，中华人民共和国政治人物。现任湖北省社会主义学院院长，民进中央常委，民进湖北省委主委。第十三、十四届全国政协委员。